# Senus Vallis
La Senus Vallis è una struttura geologica della superficie di Marte.